# Histoire naturelle de La Réunion

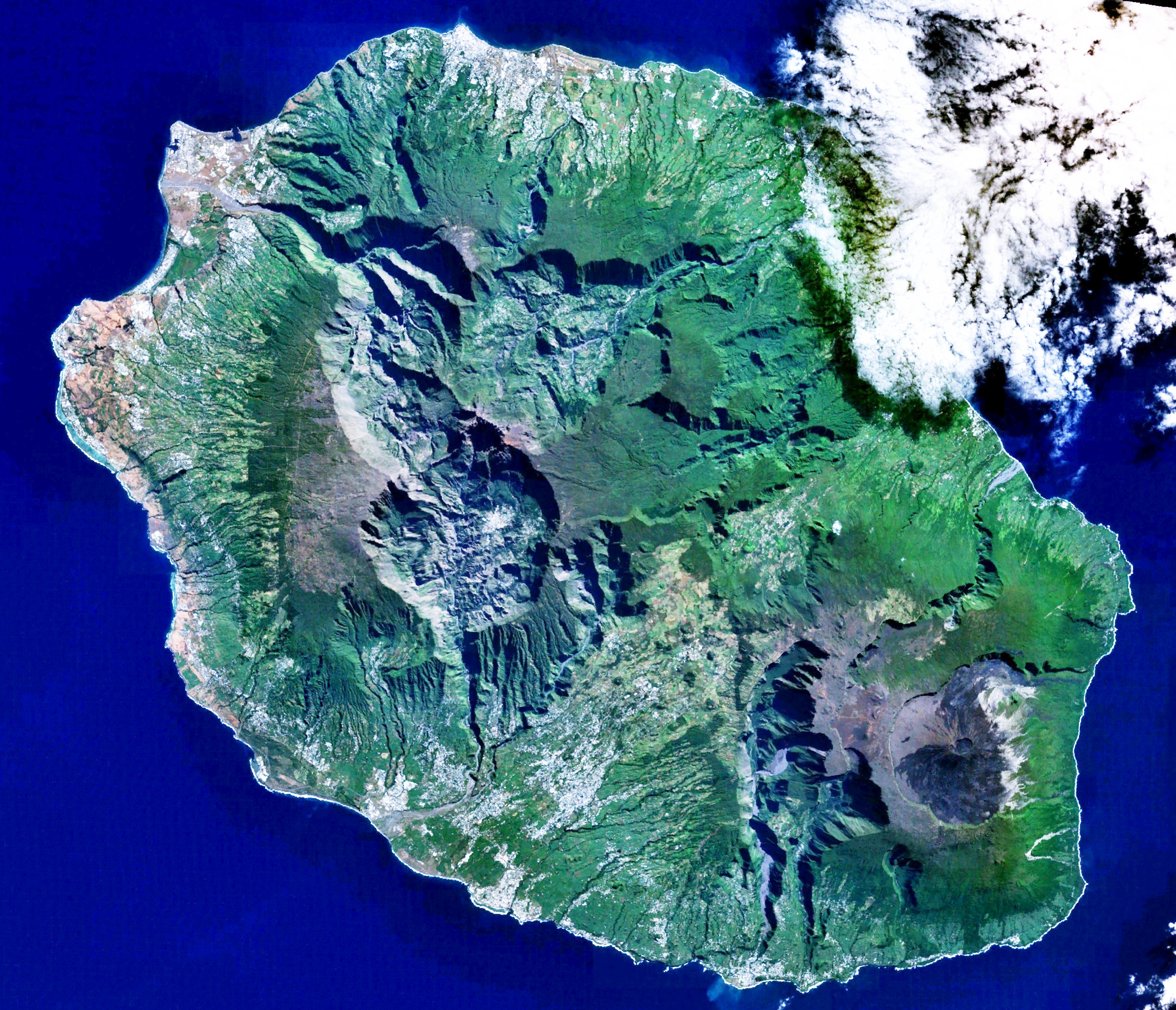
Photo satellite de l’île de La Réunion.

L'île de La Réunion, dans l’océan Indien, est née d'un processus volcanique. La partie émergée de l’île ne représente qu’un faible pourcentage (environ 3 %) de la montagne sous-marine qui la forme, sa hauteur atteindrait 7 000 mètres pour un diamètre de 120 kilomètres. La Réunion est l'un des plus hauts massifs volcaniques de la planète et est actuellement formée de deux massifs, un massif lié à un volcan endormi, le piton des Neiges et un massif plus récent au sommet duquel se trouve un volcan actif, le piton de la Fournaise.

## Formation
Les îles Mascareignes : La Réunion, Maurice et Rodrigues principalement, sont situés le long d'une crête submergée dans l'ouest de l'océan Indien, sur le plateau tectonique de Seychelles-Maurice, situé de 640 à 800 kilomètres à l'est de Madagascar. Les trapps du Deccan, les Maldives, les îles Laquedives, les Seychelles et les trois îles précédentes, se sont formées à partir d'un phénomène volcanique, né du point chaud de La Réunion. La Réunion est l'île la plus au sud de cette ligne, la seule île de l'archipel à disposer d'un volcan actif. Des falaises plus ou moins abruptes sont visibles sur l'île témoignant de son âge récent. Un volcan sous-marin est apparu, à cet endroit, sur le plateau des Mascareignes, il y a 5 Ma environ. L'île a émergé de l'océan, il y a quelque 2 à 3 Ma.
L'activité du massif ancien s'est terminée vers 30 000 ans. Ce volcan a donné naissance à des cratères importants qui se sont effondrés une fois éteint, probablement à cause d’une puissante érosion, pour former les cirques de Salazie, Mafate et Cilaos. Un nouveau massif, plus au sud, dans la continuité de la crête, a émergé vers 500 000 ans sur l'emplacement d'un volcan plus ancien, le volcan des Alizés daté lui de 1,8 Ma. Les volcans ont fonctionné en même temps pendant très longtemps, leurs activités se sont entrecoupées de phases de repos, de phases d’effondrement et d'éruptions fluides. Les deux massifs se sont rejoints il y a 200 000 à 100 000 ans. Aujourd'hui, les deux massifs, l'ancien et le nouveau, sont séparés par une trouée formée de la plaine des Palmistes et de la plaine des Cafres, voie de passage entre le Nord et le Sud de l’île par les hauts. Le piton des Neiges, après de violentes éruptions explosives, s’endort il y a environ 22 000 ans.

## Hydrographie
Les trois plus importantes rivières, longues d'une dizaine de kilomètres, sont la rivière du Mât, la rivière des Galets et le bras de Cilaos et sortent des cuvettes que forment ces cirques. Les autres cours d'eau sont appelés ravine, l'île en compte plus de 750. Elles sont alimentées une partie de l'année au moins, certaines débouchant sur des cascades. Ce phénomène est particulièrement impressionnant après un cyclone tropical. De nombreuses autres ne sont envahies par les eaux que lors des inondations exceptionnelles.

## Environnement marin
Posée sur le plateau océanien à près de 4 500 mètres du fond, la montagne a une base estimée à 120 km. La diagonale nord-ouest/est mesure 75 km, la diagonale nord-est/sud-ouest atteint 55 kilomètres au niveau de la mer. Les tombants sont donc vertigineux, autrement dit les hauts fonds sont très proches des côtes. Des nodules polymétalliques en assez grande quantité ont été découverts sur la plaine abyssale qui entoure l'île.
L'île est soumise à des courants marins assez forts venant de l'est, d'autant plus forts qu'aucun édifice sous-marin ne les freine. Seuls 30 km de la côte ouest, protégée des courants et abritant une petite barrière de corail, permettent la formation de plages de sable blanc. Il existe également à l'ouest, près de Saint-Paul, une plage de sable noir. La côte au sud et à l'ouest est davantage constituée de rochers, témoignant de coulées plus récentes. Il existe une plage de sable noir à L'Étang-Salé au sud-ouest. Les côtes au nord sont constituées de plages de galets.

## Hydrographie et érosion
- L'île est bien arrosée, les cours d'eau érodent la montagne. Les glissements de terrain (dus aux pluies) sont une des conséquences principales de l'érosion ;
- L'effondrement des anciens cratères a créé des cirques : Mafate, Cilaos et Salazie.

## Histoire de la vie
Les îles des Mascareignes sont très longtemps restées isolées, du fait de leur naissance au milieu de l'océan, aussi les espèces qui s'y sont implantées, devenues endémiques au fil du temps, sont issues de peu d'espèces originales, exception faite des oiseaux. Bon nombre d'espèces végétales viennent de points très lointains à l'est, quelques-unes de Madagascar à l'ouest, voire du continent. La faune et la flore s'est fortement modifiée à partir de l'arrivée des premiers colons au XVIe siècle s'accompagnant de l'extinction de nombreuses espèces animales et végétales dont les plus emblématiques sont l'Ibis de La Réunion et le Dodo de Maurice. Beaucoup d'espèces endémiques des Mascareignes sont toujours gravement menacées d'extinction.

## Le futur
Les îles ont dérivé vers le nord, s'érodant peu à peu. Ainsi Rodrigues est plus âgée que l’île Maurice qui est elle-même plus âgée que La Réunion. Rodrigues est plus érodée et moins haute que Maurice et a fortiori que La Réunion. Le processus prévu est l'érosion avec la construction de larges plateaux coralliens autour de l'île comme aux Seychelles. Puis à l'effondrement des plateaux centraux de l'île formant un atoll comme aux Maldives.